# Diego Torres Ferulo
Diego Martín Torres Ferulo (n. Chamizo; Uruguay, 12 de junio de 1992) es un futbolista uruguayo que juega de portero y su equipo actual es Atenas de la Segunda División Profesional de Uruguay.

## Trayectoria
Se inició en el Nacional de Uruguay, posteriormente es prestado al Club Atlético Torque donde permaneció un año para después regresar al Nacional y ser prestado al Miramar de Misiones.
En el 2015 llega al fútbol ecuatoriano para jugar en Liga de Portoviejo, permaneciendo hasta julio del mismo año. Después retorna a su país natal, específicamente al CA Atenas y luego se emprende en un nuevo rumbo al fútbol colombiano para jugar por el Orsomarso SC, permaneciendo la temporada 2016. 
En el 2017 llega nuevamente al Miramar.
Después de permanecer casi dos años sin jugar; el 23 de julio de 2019 vuelve nuevamente a Liga de Portoviejo de Ecuador, club con el cual consigue el ascenso a la Serie A del fútbol ecuatoriano para la temporada 2020.

## Clubes
| Club               | País     | Año               |
| ------------------ | -------- | ----------------- |
| Nacional           | Uruguay  | 2013              |
| CA Torque (cedido) | Uruguay  | 2013              |
| Nacional           | Uruguay  | 2014              |
| Miramar (cedido)   | Uruguay  | 2014              |
| Nacional           | Uruguay  | 2014              |
| Liga de Portoviejo | Ecuador  | 2015              |
| CA Atenas          | Uruguay  | 2016              |
| Orsomarso SC       | Colombia | 2016              |
| Miramar            | Uruguay  | 2017 - 2018       |
| Liga de Portoviejo | Ecuador  | 2019              |
| Atenas             | Uruguay  | 2020 - Actualidad |

## Palmarés

### Campeonatos nacionales
| Título                              | Club               | País    | Año  |
| ----------------------------------- | ------------------ | ------- | ---- |
| Subcampeón de la Serie B de Ecuador | Liga de Portoviejo | Ecuador | 2019 |